# Howard Donald
Howard Paul Donald (født 28. april 1968 i Droylsden, Lancashire, England) er en britisk sangskriver, danser, DJ og musikproducer, og medlem af det engelske pop-rock band Take That.
Howard er far til to piger, Grace og Lola, som han har med to forskellige kvinder.[kilde mangler]

## Diskografi
| Solo - Speak Without Words (1996, uudgivet) med Take That - Take That & Party (1992) - Everything Changes (1993) - Nobody Else (1995) - Beautiful World (2006) - The Circus (2008) - Progress (2010) - III (2014) - Wonderland (2017) EP'er - Progressed (2011) - Love Songs (2021) | Soundtracks - Stardust (2007) - X-Men: First Class (2011) - Kingsman: The Secret Service (2014) Opsamlinger - Greatest Hits (1996) - Never Forget (2005) - Odyssey (2018) Livealbums - The Greatest Day – Take That Present: The Circus Live (2009) - Progress Live (2011) - Odyssey: Greatest Hits Live (2019) |